# Ромашка (санаторий, Москва)
«Ромашка» — санаторий для больных туберкулёзом детей, основанный в начале XX века великой княгиней Елизаветой Фёдоровной в подмосковном селе Всехсвятском (ныне территория московского района Сокол). Закрыт в конце 1920-х годов. В начале 1950-х годов в ходе застройки района здание санатория было снесено.

## История
Детский приют санаторного типа «Ромашка» был основан великой княгиней Елизаветой Фёдоровной в начале XX века. Он предназначался для детей бедняков, больных туберкулёзом. Первым директором приюта была сподвижница Елизаветы Фёдоровны, член общины Марфо-Мариинской обители милосердия, Ольга Ивановна Богословская.
Название санатория связано с благотворительной акцией «День белого цветка». Эта акция впервые проводилась 20 апреля 1911 года по старому стилю. Волонтёры продавали по всей России искусственные цветы ромашки и обычные цветы, а вырученные средства направлялись на борьбу с туберкулёзом. Так, в 1911 году в Москве было собрано около 130 тысяч рублей, а в 1912 году — 230 тысяч рублей.

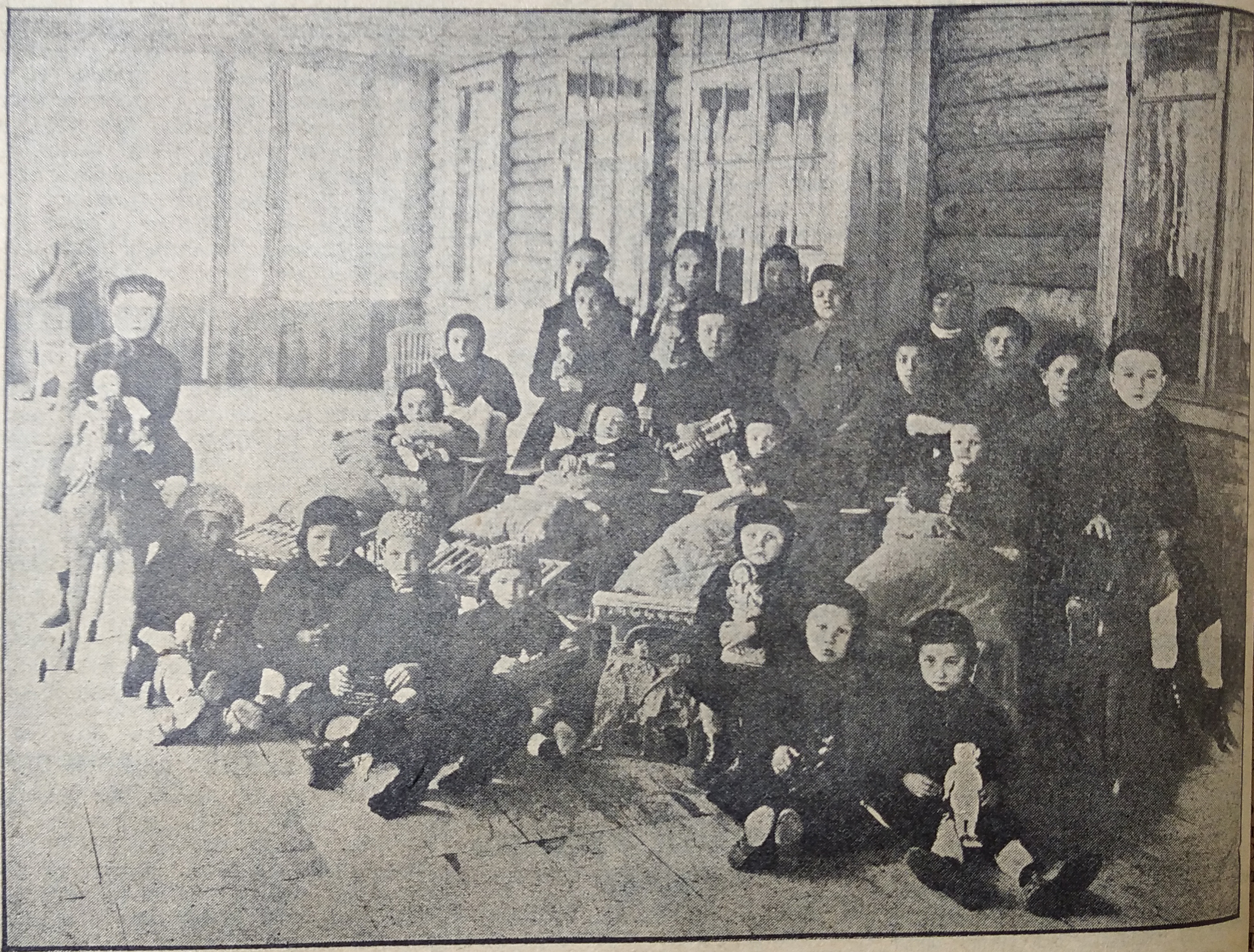
Дети, больные туберкулёзом, на террасе санатория «Ромашка». Фотография из газеты «Московский листок» (1914)

На средства, собранные во время «Дня белого цветка», и был открыт санаторий «Ромашка». Первоначально санаторий арендовал помещение в частном доме. Отдельное здание санатория было построено в 1914 году в Большой Всехсвятской роще рядом со станцией Серебряный Бор Окружной железной дороги. Строительство здания санатория обошлось в 17 тысяч рублей, эти средства пожертвовали известные благотворительницы Софья Николаевна Горбова и Надежда Михайловна Михельсон. Здание санатория было деревянным. В нём размещались три большие палаты: одна трёхсветная на 20 коек и две на 10 коек с большими итальянскими окнами. В санатории была столовая и крытая терраса, обращённая на юго-запад. Врачи и учительница работали в санатории безвозмездно, игрушки для детей жертвовались благотворителями.

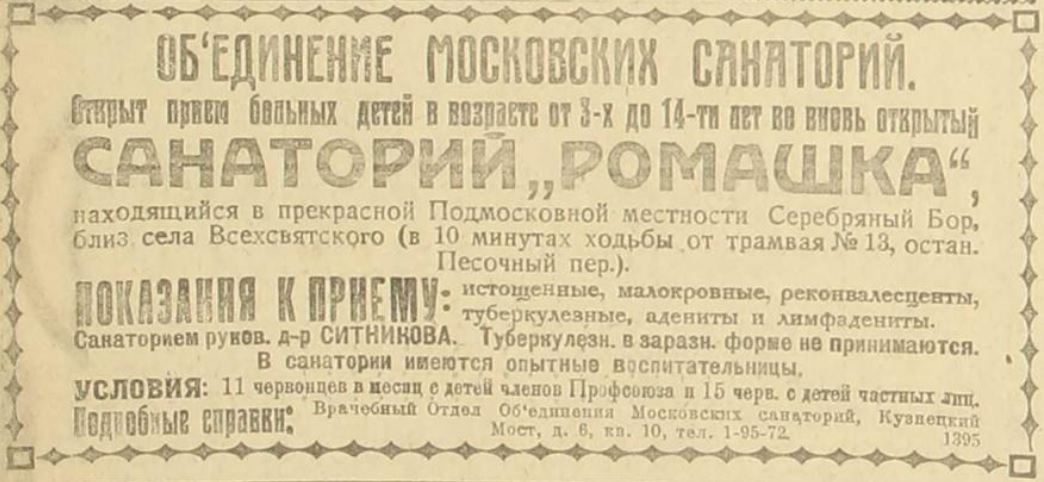
Реклама санатория «Ромашка»

В 1917 году санаторий вместе с селом Всехсвятским оказался в черте Москвы. Он значился по адресу: Песчаная улица, дом 32. Ольга Богословская после Октябрьской революции была уволена с поста директора, но санаторий некоторое время продолжал работать. В 1920-х годах в санаторий принимались дети от 4 до 14 лет со всеми формами костного туберкулёза. В санатории проводилось закаливание организма, гелиотерапия, лечение ортопедическими методами. Медицинскую помощь обеспечивали медсёстры и заведующая санаторием, хирург-ортопед Екатерина Николаевна Ситникова. Воспитанием детей занимались педагоги: детей обучали пению, музыке, художественным работам, много внимания уделялось труду. Санаторий был рассчитан на 60 коек.
Заведующая санаторием Е. Н. Ситникова проживала в доме 25 по Песчаной улице. Части медперсонала санатория для жилья был передан бывший дом Ф. Е. Цыкиной (сохранился до наших дней; нынешний адрес Малый Песчаный переулок, 2А). Например, в справочнике «Лечебные учреждения и медперсонал г. Москвы» упомянут живший там хирург и ортопед санатория «Ромашка» Василий Никифорович Завгородний.
В 1923 году примыкавший к «Ромашке» участок Большой Всехсвятской рощи без согласования с санаторием был передан в аренду расположившемуся рядом кооперативному посёлку «Сокол». По этой причине между «Ромашкой» и «Соколом» произошёл конфликт, который разрешился в апреле 1926 года, когда было подписано соглашение о совместном пользовании участком сосновой рощи. Руководство кооператива «Сокол» предполагало в будущем присоединить санаторий к посёлку. Здание санатория планировалось использовать для собраний и различных мероприятий. Этот план так и не был воплощён.
Санаторий «Ромашка» был закрыт в 1928 году, а в его помещениях разместился детский дом для нервно-больных детей. По сведениям 1931 года это был санаторный детский дом № 57. Туда принимали детей от 10 до 12 лет и занимались восстановлением их нервной системы. При детском доме усилиями воспитанников был организован самодеятельный цирк. В 1936 году учреждение было преобразовано в детский дом № 21 для трудновоспитуемых.
В 1941 году, во время Битвы за Москву, в здании бывшего санатория расквартировались зенитчики, аэростатчики и тыловые части некоторых дивизий.
В начале 1950-х годов в ходе застройки района здание санатория было снесено. На его месте был построен многоэтажный сталинский жилой дом (улица Алабяна, дом 12).